# Eduard Lichnovský z Voštic
Kníže Eduard Maria Lichnovský z Voštic (německy Eduard Maria Fürst von Lichnowsky, 19. září 1789 Vídeň – 1. ledna 1845 Mnichov) byl česko-rakouský šlechtic, třetí kníže z rodu Lichnovských z Voštic. Působil jako historik a publicista.

## Život a činnost
Narodil se jako syn knížete Karla Aloise z českoslezského šlechtického rodu Lichnovských z Voštic a jeho manželky hraběnky Kristiany Thunové. Studoval v Göttingenu a Lipsku.
24. května 1813, v den nevěstiných 18. narozenin, se 23letý Eduard oženil s hraběnkou Eleonore Zichyovou. Manželé měli 7 dětí:
- 1. Felix (5. 4. 1814 Vídeň – 18. 9. 1848 Frankfurt nad Mohanem), 4. kníže Lichnovský z Voštic, německý politik, svobodný, bezdětný[1]
- 2. Marie (20. 4. 1815 Vídeň – 24. 2. 1845), manž. 1836 hrabě László Radvanyiho (17. 11. 1807 – 30. 3. 1882)[2]
- 3. Leokádie (2. 5. 1816 Vídeň – 19. 9. 1873), manž. 1837 hrabě Adolf Viczay de Loós et Hédervár (12. 8. 1804 – 22. 1. 1873)[3]
- 4. Antonie (18. 4. 1818 Vídeň – 10. 1. 1870 tamtéž), manž. 1836 kníže Richard Khevenhüller-Metsch (23. 5. 1813 Thalheim – 29. 11. 1877 Ladendorf)[4][5]
- 5. Karel (19. 12. 1819 Hradec nad Moravicí – 18. 10. 1901 tamtéž), 5. kníže Lichnovský z Voštic, manž. 1859 Marie z Croÿ (2. 2. 1837 Düsseldorf – 1. 4. 1915 Berlín)[6]
- 6. Robert (7. 11. 1822 Hradec nad Moravicí – 25. 1. 1879 Řím), kanovník olomoucké kapituly[7]
- 7. Othenio (7. 5. 1826 Hradec nad Moravicí – 13. 2. 1887 Merano), velkopřevor Českého velkopřevorství řádu maltézských rytířů od roku 1874 až do své smrti, svobodný a bezdětný

Po smrti svého otce v roce 1814 se stal třetím knížetem Lichnovským a převzal rodové dědictví, včetně panství Kreuzenort. Na svých statcích mimo jiné zavedl v hospodaření nové racionálnější metody chovu ovcí.

### Literární práce
Kníže Lichnovský kromě toho působil jako beletrista a vědecký autor. Od roku 1817 publikoval žurnál „Denkmale der Baukunst und Bildnerei des Mittelalters in dem österreichischen Kaiserthum“ (Památky architektury a sochařství středověku v Rakouském císařství). Svazky obsahovaly texty, které napsal, a ilustrace známých umělců. Série skončila po čtvrtém díle, vydaném v roce 1824, který také již neobsahoval žádný text. Lichnovský také pracoval jako překladatel děl francouzského duchovního autora Félicitého de Lamennais. V tisku se však objevil jen jeden svazek. V roce 1821 vydal tragédii pod názvem „Roderich. "
Jeho Historie rodu Habsburků (Geschichte des Hauses Habsburg) měla trvalejší význam. Impuls k jejímu sepsání prý přišel od kancléře Klemense Václava z Metternichu. V letech 1836 až 1844 se objevilo osm svazků. Mezi ně patřila doba od Rudolfa I. po Fridricha III. tedy léta 1218 až 1493. Již tehdy se dílo setkalo s kritikou. Dnes je to neaktuální. Stále však má určitý význam, zejména kvůli příloze ke zdrojům a regestě dokumentů. Tyto díly však pocházely z velké části od zaměstnance Ernsta von Birka.
Po roce 1842 se jeho zdravotní stav zhoršil a zůstal dlouho v Římě, poté se přestěhoval do Mnichova. V roce 1844 se léčil v letovisku Bad Gastein a 1. ledna roku 1845 zemřel v Mnichově.

## Dílo (výběr)
- Geschichte des Hauses Habsburg. Band 1, Wien 1836 (digitalizováno, http://vorlage_digitalisat.test/1%3D~GB%3D7OEBAAAAYAAJ~IA%3D~MDZ%3D%0A~SZ%3D~doppelseitig%3D~LT%3D~PUR%3D).
- Geschichte des Hauses Habsburg. Band 2, Wien 1837 (digitalizováno, http://vorlage_digitalisat.test/1%3D~GB%3D9WIPAAAAQAAJ~IA%3D~MDZ%3D%0A~SZ%3D~doppelseitig%3D~LT%3D~PUR%3D).
- Geschichte des Hauses Habsburg. Band 3, Wien 1838 (digitalizováno, http://vorlage_digitalisat.test/1%3D~GB%3DXqBOAAAAcAAJ~IA%3D~MDZ%3D%0A~SZ%3D~doppelseitig%3D~LT%3D~PUR%3D).
- Geschichte des Hauses Habsburg. Band 4, Wien 1839 (digitalizováno, http://vorlage_digitalisat.test/1%3D~GB%3DoqIAAAAAcAAJ~IA%3D~MDZ%3D%0A~SZ%3D~doppelseitig%3D~LT%3D~PUR%3D).
- Geschichte des Hauses Habsburg. Band 5, Wien 1841 (digitalizováno, http://vorlage_digitalisat.test/1%3D~GB%3DuJoAAAAAcAAJ~IA%3D~MDZ%3D%0A~SZ%3D~doppelseitig%3D~LT%3D~PUR%3D).
- Geschichte des Hauses Habsburg. Band 6, Wien 1842 (digitalizováno, http://vorlage_digitalisat.test/1%3D~GB%3DOaFOAAAAcAAJ~IA%3D~MDZ%3D%0A~SZ%3D~doppelseitig%3D~LT%3D~PUR%3D).
- Geschichte des Hauses Habsburg. Band 7, Wien 1843 (digitalizováno, http://vorlage_digitalisat.test/1%3D~GB%3DzaUAAAAAcAAJ~IA%3D~MDZ%3D%0A~SZ%3D~doppelseitig%3D~LT%3D~PUR%3D).
- Geschichte des Hauses Habsburg. Band 8, Wien 1844 (digitalizováno, http://vorlage_digitalisat.test/1%3D~GB%3DuKFOAAAAcAAJ~IA%3D~MDZ%3D%0A~SZ%3D~doppelseitig%3D~LT%3D~PUR%3D).